# Dactylia crispata
Dactylia crispata är en svampdjursart som först beskrevs av Jean-Baptiste Lamarck 1814.  Dactylia crispata ingår i släktet Dactylia och familjen Callyspongiidae. Inga underarter finns listade i Catalogue of Life.